# Междуречка (Бирилюсский район)
Междуречка — упразднённое село в Бирилюсском районе Красноярского края России. На момент упразднения входило в состав Суриковского сельсовета. Исключено из учётных данных в 1989 году.

## География
Располагалось на левобережье реки Никишкина (приток реки Кемчуг), на расстоянии приблизительно 4 км по прямой к юго-востоку от села Суриково.

## История
Основана в 1908 году. По данным на 1926 год деревня Междуреченская состояла из 32 хозяйств. В административном отношении являлась центром Междуреченского сельсовета Больше-Улуйского района Ачинского округа Сибирского края.

## Население
По данным переписи 1926 года в деревне проживало 179 человек (86 мужчин и 93 женщины), основное население — белоруссы.